# Zenildo Luiz Pereira da Silva
Zenildo Luiz Pereira da Silva C.Ss.R. (Linhares, 6 de junho de 1968) é bispo da Igreja Católica do Brasil, atual bispo de Borba.

## Biografia
Dom Zenildo nasceu em Linhares, Espírito Santo. Aos cinco anos, transferiu-se com a família para Cacoal, Rondônia.
Professou na Congregação do Santíssimo Redentor em 27 de dezembro de 1997.
Estudou no seminário dos Redentoristas em Aparecida, São Paulo. Cursou Filosofia e Teologia no Centro de Estudos do Comportamento Humano, em Manaus, de 1994 a 2000. Recebeu a ordenação sacerdotal em 11 de agosto de 2001. Fez pós-graduação em Gestão de Pessoas pelo Centro Literatus, em Manaus.
Foi pároco na paróquia Nossa Senhora de Nazaré, em Manacapuru, Amazonas, de 2001 a 2008, e na paróquia Perpétuo Socorro, de 2009 a 2011, no bairro Educandos, em Manaus. De 2011 a 2014, ocupou o cargo de vice-provincial de sua congregação. Em janeiro de 2015, foi empossado pároco da Catedral de Sant'Ana e São Sebastião, da Diocese de Coari.
Em 24 de fevereiro de 2016, o papa Francisco o nomeou bispo coadjutor da Prelazia de Borba, com direito à sucessão. Em 20 de setembro de 2017, sucedeu como titular da prelazia.
Em 18 de novembro de 2022, o Papa Francisco elevou a prelazia à condição de Diocese, e Dom Zenildo tornou-se o primeiro bispo da Diocese de Borba. 